# Йосип Насі
Йосип Насі (порт. Joseph Nasi; д/н — 2 серпня 1579) — 22-й герцог Наксоський (Архіпелагу) в 1566—1579 роках.

## Життєпис
Походив з єврейського португальського роду лікарів. Син Агостіно Мікаса, професора Лісабонського університету. Народився в Лісабоні. При народженні отримав ім'я Жуан. У 1546 році після початку гонінь інквізиції на маранів виїхав до Антверпену разом з вуйнею Грасією Мендес Насі. Навчався у Лувенському університеті. Звідти в 1547 році був змушений тікати спочатку до Франції, потім до Венеції. 1554 року перебрався до Османської імперії, де одружився зі двоюрідною сестрою Айне (Рейне) Мендес.
Підтримав шахзаде Селіма в його боротьбі з братом-суперником Баязидом, завдяки чому швидко зробив кар'єру. Виконував дипломатичні доручення султана, за що був нагороджений монопольним правом торгівлі воском з Річчю Посполитою і вином — з Молдовським князівством. Підтримував контакти з Вільгельмом Оранським, підмовляючи його продовжувати повстання проти Іспанії в Нідерландах.
У 1561 році здійснив спробу відновити міста Тиверіаду і Сафед, заселивши його євреями з Папської держави. Він також намагався перетворити Тиверіаду на центр з виготовлення шовкових тканин, засадивши шовковиці та заохочуючи майстрів переїжджати туди.
Того ж року сприяв підтримці Деспота Воде, якого було затверджено господарем Молдавії. 1564 року забезпечив визнання господарем Молдавії Олександра IV. У 1566 році султан Селім II зробив його довічним герцогом Архіпелагу і синбйором Андросу. Проте Насі не прибув туди, здійснюючи керування через свого намісника Франческо Коронеллі.
1568 року вступив у тамємні перемовини з юдейською громадою на Кіпрі, яка повинна була підняти повстання. Проте змову було викрито. Тим не менш 1570 року османські війська почали війну з Венецією за Кіпр. Того ж року Авраам Бенвеністе, родич Йосипа Насі, організував підпал венеційського арсеналу, за що був страчений. 
У 1570—1571 роках венеційці захопили Наксос та інші володіння Йосипа. У 1571 року розглядався як потенційний господар Молдови або Валахії, але султан не затвердив його кандидатуру. Після смерті Селіма II 1574 року втратив свій вплив при османському дворі, але зберіг володіння і титули.
Помер у Стамбулі 1579 року. З його спадщини вдові дісталася сума в 90 тисяч динарів, на ці гроші вона заснувала друкарню з випуску книг івритом.

## Родина
Дружина — Айне (Рейне) Мендес